# Jimmie Walker
Jimmie Walker est un acteur américain, né le 25 juin 1947 à Bronx, New York (États-Unis).

## Filmographie
- 1975 : Le Coup à refaire (Let's Do It Again) : Bootney Farnsworth
- 1977 : The Greatest Thing That Almost Happened (TV) : Morris Bird III
- 1978 : Rabbit Test : Umbuto
- 1979 : Airport 80 Concorde (The Concorde: Airport '79) : Boisie
- 1980 : B.A.D. Cats (série télévisée) : Rodney Washington
- 1980 : Murder Can Hurt You (TV) : Parks the Pusher
- 1980 : Y a-t-il un pilote dans l'avion ? (Airplane!) : Windshield wiper man
- 1983 : At Ease (en) (série télévisée) : Sgt. Val Valentine
- 1984 : The Jerk, Too (TV) : Card Player
- 1985 : Ouragan sur l'eau plate (Water) : Jay Jay
- 1985 : Stiffs
- 1985 : Doin' Time : Shaker
- 1986 : Kidnapped : Chester, porno shop clerk
- 1987 : Bustin' Loose (série télévisée) : Sonny Barnes
- 1988 : Going Bananas : Mozambo
- 1991 : Guyver : Striker
- 1992 : Maman, j'ai encore raté l'avion (Home Alone 2: Lost in New York) de Chris Columbus : Celeb #3
- 1995 : Monster Mash: The Movie : Hathaway
- 1995 : Open Season : Homer
- 1996 : Chienne de vie (TV)
- 1997 : Plump Fiction : Stingy Customer
- 2000 : Scary Scream Movie (Shriek If You Know What I Did Last Friday the Thirteenth) (vidéo) : Pimp
- 2005 : A Very Elimidate Christmas (TV) : Host